# Opération Crépuscule
Pour plus de détails, voir Fiche technique et Distribution.
Opération Crépuscule (The Package) est un film américain réalisé par Andrew Davis et sorti en 1989.

## Synopsis
Le sergent Johnny Gallagher des forces spéciales américaines revient d'Allemagne avec un soldat prisonnier, Walter Henke, qui doit être jugé en cour martiale. Ce dernier s'échappe depuis les toilettes de l'aéroport de Washington-Dulles. Peu après, Gallagher découvre que son prisonnier n'est pas le véritable Walter Henke. Le vrai est approché en Allemagne par le colonel Glen Whitacre. Celui-ci lui confie une mission secrète : infiltrer un gang néo-nazi à Chicago suspecté de vouloir assassiner le président. Malgré tout les bâtons dans les roues que l'on va lui mettre, Gallagher va tenter de retrouver son fugitif. Avec l'aide de son épouse, dont il est distant depuis un certain temps, il va également chercher la raison d'une telle conspiration.

## Fiche technique
Sauf indication contraire, les informations mentionnées dans cette section peuvent être confirmées par la base de données cinématographiques IMDb,  présente dans la section « Liens externes ».
- Titre français : Opération Crépuscule
- Titre original : The package
- Réalisation : Andrew Davis
- Scénario : John Bishop
- Musique : James Newton Howard
- Photographie : Frank Tidy
- Montage : Billy Weber (en) et Don Zimmerman
- Directeur artistique : Colleen Kennedy et Wynn Thomas
- Décors : Rick GentzMichel Levesque
- Costumes : Marilyn Vance
- Producteur : Beverly J. Camhe et Tobie Haggerty
  - Coproducteurs : Andrew Davis et Dennis Haggerty
  - Producteurs associés : James A. Dennett et Charles Newirth
  - Producteur exécutif : Arne Schmidt
- Budget : 18 000 000 $
- Société de production : Orion Pictures
- Sociétés de distribution : Orion Pictures (États-Unis), Twentieth Century Fox (France)
- Pays de production :  États-Unis
- Langue originale : anglais
- Format : couleur - 1,85:1 - Astrocolor - 35 mm - son Dolby Stéréo
- Genre : action, thriller
- Durée : 104 minutes
- Date de sortie :
  - États-Unis : 25 août 1989
  - France : 31 janvier 1990

## Distribution
- Gene Hackman (VF : Jacques Richard) : le sergent Johnny Gallagher
- Joanna Cassidy (VF : Laure Sabardin) : Eileen Gallagher
- Tommy Lee Jones (VF : Mario Santini) : Thomas Boyette
- John Heard (VF : Hervé Bellon) : le colonel Glen Whitacre
- Dennis Franz (VF : Michel Modo) : le lieutenant Milan Delich
- Pam Grier (VF : Martine Meiraghe) : la lieutenant Ruth Butler
- Kevin Crowley (VF : Georges Caudron) : Walter Henke
- Ron Dean (en) (VF : Jean-Claude Sachot) : Karl Richards
- Chelcie Ross : le général Hopkins
- Joe Greco (VF : Jean Violette) : le général Bob Carlson
- Ike Pappas (VF : Raymond Baillet) : lui-même, le reporter
- Marco St. John (VF : Marc Cassot) : Thomas Marth
- Reni Santoni (VF : Gilbert Lévy) : le lieutenant de la police de Chicago
- Johnny Lee Davenport (VF : Richard Darbois) : le policier militaire escortant Boyette
- Thalmus Rasulala (VF : Robert Liensol) : le commandant des services secrets
- Michael Tomlinson : Michaels
- Cody Glenn (VF : Éric Missoffe) : Kitner
- Harry Lennix (VF : Olivier Cordina) : Thompson
- Carlos Sanz : un soldat de terrain de Gallagher
- Greg Noonan (VF : Michel Derain) : le capitaine Parinella
- Katherine Lynch (VF : Françoise Dasque) : la femme de Henke
- Gregory Alan Williams : le colonel Woods
- Ralph Foody (en) (VF : Jacques Ciron) : le responsable du building
- Nancy Baird (VF : Danielle Dinan) : Mme Delich, la femme de Milan

## Production
Le tournage a lieu à Chicago (aéroport international O'Hare, Downtown Chicago, Pullman, Loop, ...) et ses environs (Dolton, Lake Forest), ainsi qu'à Berlin (mémorial soviétique de Tiergarten) .

## Sortie et accueil

### Critique
Sur le site d'agrégation de critiques Rotten Tomatoes, le film 67%  d'avis favorables, pour 18 critiques et une note moyenne de 5,9⁄10. Sur le site Metacritic, qui utilise une moyenne pondérée, le film obtient la note de 55⁄100 pour 18 critiques.

### Box-office
| Pays ou région     | Box-office     | Date d'arrêt du box-office | Nombre de semaines |
| ------------------ | -------------- | -------------------------- | ------------------ |
| France             | 49 625 entrées | -                          | -                  |
| États-Unis, Canada | 10 647 219 $   | 14 septembre 1989          | 3                  |
| Total mondial      | n/a            | -                          | -                  |